# Gaspra
Gaspra (cyrilicí Гаспра, ukrajinský přepis Haspra, ruský Gaspra, krymskotatarsky Gaspra) je městečko (oficiálně sídlo městského typu) na Krymu, sporném území považovaném za část Ukrajiny, ale ovládaném od Krymské krize Ruskem. Leží na jeho jižním pobřeží u břehů Černého moře, pod svahy Krymských hor, mezi letovisky Jalta a Koreiz. Administrativně spadá pod Jaltskou městskou radu. S Jaltou a dalšími místy na pobřeží je spojena několika autobusovými a maršrutkovými linkami. Žije zde 11 000 obyvatel (2006).
Gaspra je přímořské letovisko s mnoha hotely a penziony. Neslavnější atrakcí pro návštěvníky je tzv. Vlaštovčí hnízdo, zámeček z počátku 20. století, strmící na 40metrovém ostrohu nad mořem, který je dnes jedním ze symbolů celého Krymu. Dochovaly se také starověké řecké a římské památky.
Zdejší lázeňství je zaměřeno na léčbu chronického zápalu plic, astmatu a dalších nemocí.
Mezi slavné osobnosti, které v Gaspře pobývaly, patří spisovatel Lev Nikolajevič Tolstoj a skladatel Dmitrij Šostakovič. Podle Gaspry je také nazván asteroid 951 Gaspra.